# Волоцюга Архімед
«Волоцю́га Архіме́д» (фр. Archimède, le clochard) — французький комедійний фільм 1959 року режисера Жиля Гранж'є. На ІХ-му Берлінському міжнародному кінофестивалі актор Жан Габен здобув Срібного ведмедя за найкращу чоловічу роль.

## Сюжет
«Архімед» (Жан Габен) — нетиповий волоцюга, він привик жити «з комфортом» і влітку та восени його цілком задовольняє новобудова, де він облаштував собі «помешкання». Та незабаром зима і треба подумати де перезимувати ці три холодні місяці. Варіантів є два: або поїхати на південь Франції, де тепло, або потрапити до в'язниці на державні харчі. Який з цих планів буде легше здійснити?

## Ролі виконують
- Жан Габен — Жозеф Гуґо Гійом Бутьє де Блейнвіль на прізвисько «Архімед», волоцюга
- Даррі Коул — Арсен, волоцюга
- Жульєн Карет[fr] — Фелікс, волоцюга з собаками
- Бернар Бліє — пан Пішон, новий власник кафе
- Дора Долл[fr] — пані Люцетта Пішон
- Поль Франкер — пан Ґреґуар, колишній власник кафе
- Ґабі Бассет[fr] — пані Ґреґуар
- Жаклін Маян[fr] — пані Маржорі
- Ноель Роквер — командир Броссар, у відставці

## Навколо фільму
- Автором ідеї фільму був сам Жан Габен. Він грав залізничників, лікарів, гангстерів, поліцейських, банкірів, легіонерів і навіть Понтія Пілата. Одного разу, коли група кінематографістів обідала на терасі дорогого ресторану, вулицею пройшов колоритний асоціальний тип з шістьма собачками на повідках. Габен вигукнув: «Я хочу зіграти волоцюгу, але не просто жебрака, а мислителя, Діогена!» Через кілька хвилин він уже викладав колегам готовий план сценарію.
- З моменту випуску фільму на екрани і до його зняття́ у Франції його оглянули 4 073 871 глядач.[1]

## Нагороди
- 1959 Нагорода Берлінського міжнародного кінофестивалю:
  - приз «Срібний ведмідь» за найкращу чоловічу роль — Жан Габен